# Karen Horneyová
Karen Horneyová, nepřechýleně Horney (16. září 1885 Hamburk, Německo – 4. prosince 1952 New York, stát New York), byla americká psycholožka a psychiatrička německého (nikoli židovského) původu. Je spolu s Erichem Frommem a H. S. Sullivanem představitelkou neopsychoanalýzy, konkrétně kulturní psychoanalýzy, vzdalující se od biologického determinismu klasické psychoanalýzy. Podle kulturní psychoanalýzy nemají na lidské chování nejzásadnější vliv pudové tendence člověka, ale sociální faktory prostředí. Spoluzaložila Americký institut psychoanalýzy.

## Život
Karen Horneyová se narodila jako dcera norského kapitána a vystudovala medicínu v Berlíně, kde zároveň prodělala psychoanalytický výcvik.. V roce 1932 emigrovala do USA. Vstoupila do Psychoanalytického institutu, ale protože se čím dál víc odkláněla od klasické psychoanalýzy, dostávala se do sporu s kolegy. V roce 1941 z Institutu Horneyová odešla a založila Asociaci pro rozvoj psychoanalýzy, jejímiž členy byli také Erich Fromm a H. S. Sullivan.

## Pojetí psychoanalýzy
S klasickou psychoanalýzou souhlasila pouze v tom, že rozhodující úlohu ve vývoji osobnosti mají zážitky z dětství. Podle Horneyové se dítě rodí do světa plného problémů. Je-li dítě v rodině často vystaveno vlivům neurotických problémů členů rodiny; jsou-li rodiče panovační, přehnaně opatrující, nadržují-li sourozencům, cítí se nejisté a zranitelné – přemáhá ho tzv. základní úzkost – pocit osamocenosti a bezmocnosti v nepřátelském světě. Dítě si proti této základní úzkosti vytváří obranu (obranné mechanismy), která má podobu určitého přístupu k okolnímu světu a k ostatním lidem. Tento přístup přetrvává až do dospělosti. Jako o neurotickém postoji o něm mluvíme ve chvíli, kdy jeden z tzv. pohybů ve vztahu k lidem výrazně převažuje, stává se strnulým a rigidním.
Existují 3 typy neurotického postoje neboli pohybů:
- Pohyb k lidem – vzniká z předpokladu, že druzí poskytnou člověku pomoc a ochranu, když se jim podrobí. Neurotik tohoto typu se snaží přiřadit k nejsilnějšímu jedinci. Lásku si snaží zasloužit oddaným sloužením partnerovi. Toto mnohdy vede až k sebeobětování nebo sebezničení.
- Pohyb proti lidem – předpoklad, že mocnému se nikdo neodváží ubližovat. Příčinou tohoto postoje není síla, ale úzkost a strach. Takový neurotik si myslí, že svět je jen nepřátelský a podle toho se musíme chovat. Neurotik se obává, že bude oklamán nebo vykořisťován, na druhou stranu mu působí potěšení činit toto druhým, protože moc a majetek jsou podle něj cestou k tomu, jak se ubránit světu.
- Pohyb od lidí – neurotik vyhledává fyzickou i duševní samotu. Chce zůstat stranou, protože lidé jsou podle něj příčina všech problémů. Věnuje se knihám, umění a nezapojuje se do sociálního života. Rezignuje na mezilidské vztahy, protože jsou pro něho nebezpečné a ohrožující.

U dospělého neurotika se ovšem to, co u dítěte bylo postojem k reálným lidem, přenáší na rovinu ústředního vnitřního konfliktu – konfliktu idealizovaného já se skutečným já. Neurotik pak tento konflikt "řeší" jedním z těchto způsobů:
- podrobuje se puzení vždy dokonale sloužit a pomáhat (analogie pohybu k lidem);
- podrobuje se puzení vždy si vše podmanit a zvládnout (analogie pohybu proti lidem);
- rezignuje, takže se sice aktivně nepodřizuje ani jednomu z předchozích puzení, zároveň se však vzdává vůbec jakékoli aktivity ve všech oblastech života.

Teprve sekundárně si neurotik tyto vnitřní konflikty opět externalizuje: nároky svého vnitřního „měl bych“ pokládá za nároky skutečných lidí a věcí kolem sebe; ty pak vidí zkresleně (jako polobohy, kterým má sloužit – jako trpaslíky, které má přemoci – jako nepřátele, před kterými se musí ukrývat) a podle toho k nim i fakticky přistupuje.
Horneyová ostře kritizovala Freudovy názory na vývoj děvčete a psychologii ženy. Tím se stala jednou ze zakladatelek feministické psychologie.
Odmítala Freudova tvrzení:
- že kritickým momentem ve vývoji dívek je zjištění, že nemají penis
- že mateřství je pouhou kompenzací za závidění penisu (tvrdila, že mateřství může být znak biologické nadřazenosti žen nad muži)

Napsala esej Problémy v manželství.

## Dílo
Překlady do češtiny
- HORNEY, Karen. Neuróza a lidský růst. Překlad Kateřina Klapuchová. Praha: Pragma, 2000. 334 s. ISBN 80-7205-715-4.
- HORNEY, Karen. Ženská psychologie. Překlad Lenka Smetanová. Praha: Triton, 2004. 291 s. ISBN 80-7254-501-9.
- HORNEY, Karen. Neurotická osobnost naší doby. Překlad Ivo Müller. Praha: Portál, 2007. 184 s. (Spektrum). ISBN 978-80-7367-219-5.
- HORNEY, Karen. Sebeanalýza. Praha: Portál, 2023. 248 s. (Klasici). ISBN 978-80-262-2087-9.